# Larva migrans cutanea
Con larva migrans cutanea, detta anche dermatite serpiginosa, si indica un insieme di manifestazioni patologiche causate generalmente da parassiti specifici dell'intestino tenue di cani e gatti, nel caso in cui questi infettino l'uomo. Le larve infestanti lasciano segni simili a quelli di una mappa topografica sulla cute del soggetto colpito, per via della loro lenta migrazione (si spostano di 1-2 cm al giorno), da cui il nome della malattia. Questi parassiti hanno una distribuzione cosmopolita, ma sono più diffusi nelle regioni tropicali e subtropicali del mondo. La larva migrans cutanea si verifica quando le larve non compiono l'intero ciclo vitale (che porterebbe a parassiti adulti) nell'organismo ospite.

## Eziologia
La larva migrans cutanea è causata prevalentemente da nematodi come Necator americanus, Ancylostoma braziliense e Ancylostoma caninum allo stadio larvale. Meno frequentemente, causa della malattia possono essere le larve di altri parassiti, come Uncinaria stenocephala, Ancylostoma tubaeforrne, Gnathostorna spinigerurn (che più frequentemente parassitano cani e gatti), alcuni ceppi di Strongyloides stercoralis, Bunostornurn phlebotomum (parassita dei bovini), Strongyloides myopotami (che comunemente infetta i roditori) e Strongyloides procyone (che infetta i procioni e animali affini).
Anche le larve di mosca dei generi Gasterophilus e Hypoderma, così come le formiche della specie Solenopis geminata, possono essere causa di queste manifestazioni cutanee di parassitosi.

## Ciclo vitale
Gli agenti eziologici della larva migrans cutanea depongono le uova nel tubo digerente di cani e gatti; queste uova sono successivamente sparse nell'ambiente con le feci degli animali parassitati. Se le condizioni sono favorevoli, nelle uova si formano larve al primo stadio del ciclo vitale. In seguito le uova si schiudono, così le larve iniziano a nutrirsi di microrganismi e materia organica presenti nell'ambiente. Dopo circa una settimana dalla schiusa, la larva passa dal primo al terzo stadio di maturazione; a questo punto del ciclo vitale, le larve sono in grado di infestare gli esseri umani. Le larve al terzo stadio hanno molte meno necessità nutritive di quelle agli stadi precedenti dell'evoluzione, potendo sopravvivere per molte settimane senza nutrimento nell'ambiente.
I contagi tra cani o gatti possono avvenire per via orale, via transplacentare o per via cutanea. Circa un mese dopo l'ingresso delle larve nell'organismo dell'animale, queste vengono espulse nell'ambiente dall'ospite mediante la defecazione.

## Infezione nell'uomo
L'infezione è data dal contatto cutaneo con le larve dei parassiti giunte al terzo stadio del loro sviluppo. Le uova dei parassiti responsabili della malattia proliferano con particolare facilità sulle spiagge, ma crescono bene in qualsiasi terreno che garantisca calore e umidità sufficienti a farle schiudere in un secondo momento, consentendo la liberazione delle larve nell'ambiente; si trovano spesso nei luoghi dove i gatti defecano, ad esempio cumuli di sabbia nelle aree di scavi.
Al contatto con una superficie infestata (soprattutto camminando o sedendosi), le larve cercano di perforare la cute; una volta entrate nell'organismo, iniziano un percorso che sarà costituito da veri e propri tunnel nel sottocute del paziente. I bambini, avendo una cute più sottile e dunque più facilmente penetrabili, sono più frequentemente infestati dalle larve.
Nel momento in cui penetrano nell'organismo, talvolta le larve non creano alcuna percezione tattile; in altri casi, esse provocano eritema o prurito. In genere si forma una lesione eritemopapulosa nel luogo in cui le larve sono penetrate; in seguito, essa evolve in una lesione vescicolare.
Poiché si trova nella pelle umana, la larva non può raggiungere direttamente l'intestino (a differenza di quanto accade nei gatti), per cui migra progressivamente poco al di sotto dell'epidermide, formando evidenti reticolati tortuosi, di colore rosso vivo formando un tunnel tortuoso e rossastro. Questa migrazione provoca molto prurito, in particolare nei bambini.
Le sedi più frequentemente interessate dalla parassitosi sono i piedi, le gambe, le braccia, le mani, gli avambracci e le natiche; l'interessamento diretto della regione orale è più raro. La malattia può manifestarsi sotto forma di un'unica lesione, oppure di più lesioni. A causa dello sfregamento indotto dal prurito, in un secondo momento le larve possono depositarsi in altre aree della superficie cutanea, dove creano lesioni secondarie bucando l'epidermide per iniziare la loro migrazione, proprio come avviene con le lesioni primarie.

## Epidemiologia

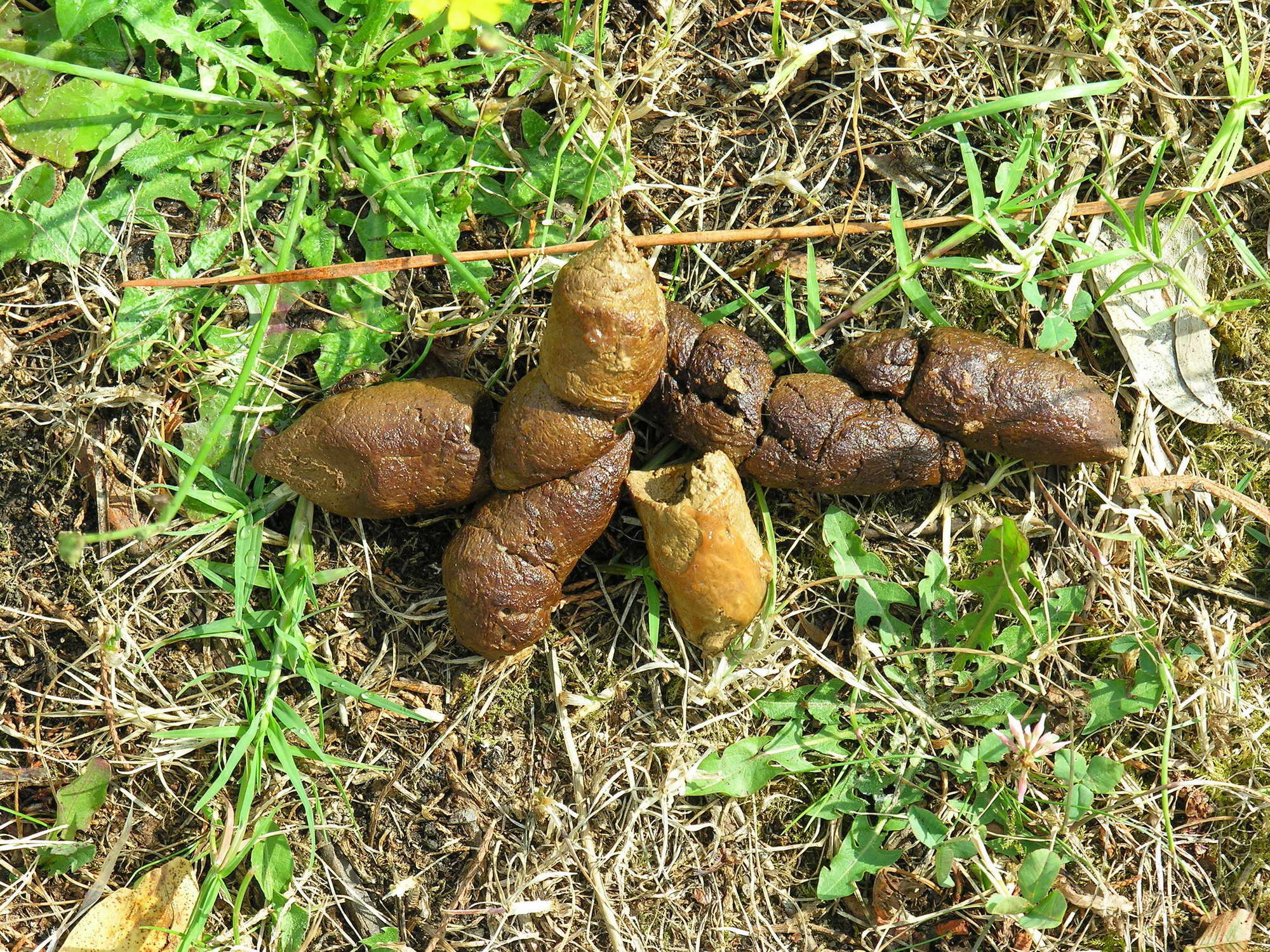
Le feci canine possono contenere uova o larve responsabili di parassitosi come la larva migrans cutanea

La diffusione della larva migrans cutanea dipende localmente dalla presenza di cani e gatti in zone coabitate con gli esseri umani. È di comune riscontro la presenza di larve patogene nei parchi e in altre aree verdi abitualmente frequentate da bambini, i quali difatti si infettano più frequentemente degli adulti. L'incidenza dell'infestazione negli esseri umani è comunque nel complesso molto più bassa dell'incidenza di infestazione nei cani e nei gatti.
Il controllo della diffusione di questa parassitosi è realizzato attraverso la sensibilizzazione della popolazione a non lasciare liberi gli animali domestici in luoghi pubblici e massicciamente frequentati dagli esseri umani; sono inoltre raccomandate analisi parassitologiche periodiche negli animali domestici, seguite da un trattamento adeguato nel caso si rilevi la presenza di larve o di altri parassiti. Vanno controllati anche i cani randagi, che tendono più spesso ad essere infestati dalle larve che causano questa ed altre parassitosi trasmissibili all'uomo.
La profilassi consiste nell'evitare il contatto diretto con le superfici dei terreni a rischio di contaminazione, avvalendosi di calzature, di asciugamani, eccetera.

## Trattamento

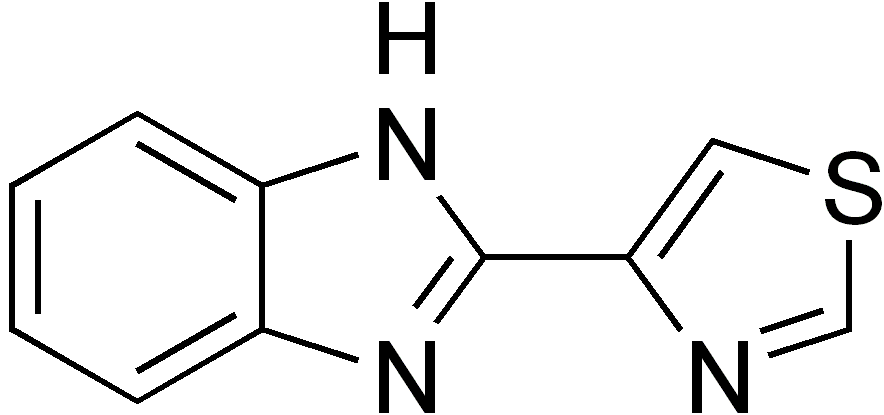
Formula di struttura del tiabendazolo

Il trattamento della larva migrans cutanea è costituito da pomate a somministrazione topica nei casi meno gravi di infestazione, con una durata del trattamento di 10-15 giorni. Se le lesioni sono particolarmente estese o dolorose, la terapia prevede anche l'assunzione di medicinali per via orale, somministrati anche nel caso di infestazioni  blande che però resistono all'applicazione locale delle apposite pomate. Per alleviare il prurito, si utilizzano buste di ghiaccio applicato localmente, evitando di perforare la pelle in corrispondenza delle lesioni.
Il trattamento topico di elezione prevede pomate a base di tiabendazolo. Nelle infestazioni diffuse e particolarmente persistenti, il tiabendazolo viene contemporaneamente assunto anche per via orale. Sono stati utilizzati anche l'albendazolo e l'ivermectina per via orale in alcuni casi di larva migrans cutanea. Gli effetti collaterali di queste terapie includono nausea, diarrea, anoressia, cefalea, ottundimento e reazioni allergiche; non è ancora stato stabilito se questo trattamento farmacologico non comporti rischi per il feto, se assunto da una donna in stato di gravidanza.
Nel caso in cui il paziente abbia reazioni allergiche importanti a questi farmaci, possono essere usati, in alternativa, neve carbonica o ghiaccio secco, in grado di uccidere le larve a causa della loro temperatura molto bassa.